# Meridiano 52 W
O meridiano 52 W é um meridiano que, partindo do Polo Norte, atravessa o Oceano Ártico, América do Norte, Oceano Atlântico, América do Sul, Oceano Antártico, Antártida e chega ao Polo Sul. Forma um círculo máximo com o Meridiano 128 E.
O meridiano 52 W também é uma referência geográfica para a história das comunicações no Brasil: o Marechal Rondon, patrono das comunicações, recebeu em sua homenagem a sua nomeação honorífica para este meridiano.
Começando no Polo Norte, o meridiano 52º Oeste tem os seguintes cruzamentos:
| País, território ou mar | Notas |
| ----------------------- | --- |
| Oceano Ártico           | |
| Mar de Lincoln          | |
| Gronelândia             | Ilha Castle, Ilha Hendrik e ilha principal                                                                  |
| Fiorde Uummannaq        | |
| Gronelândia             | Ilha de Appat                                                                                               |
| Fiorde Uummannaq        | |
| Gronelândia             | Península Nuussuaq                                                                                          |
| Vaigat Sound            | |
| Gronelândia             | Ilha Disko                                                                                                  |
| Qeqertarsuup Tunua      | |
| Gronelândia             | |
| Oceano Atlântico        | |
| França                  | Guiana Francesa                                                                                             |
| Brasil                  | Amapá Pará Mato Grosso Goiás Mato Grosso do Sul São Paulo Paraná Santa Catarina Rio Grande do Sul           |
| Lagoa dos Patos         | |
| Brasil                  | Rio Grande do Sul                                                                                           |
| Oceano Atlântico        | |
| Oceano Antártico        | |
| Antártida               | Território reivindicado pela Argentina (Antártida Argentina) e Reino Unido (Território Antártico Britânico) |